# Linke Literaturmesse Nürnberg
Die Linke Literaturmesse ist eine jährlich stattfindende Buchmesse in Nürnberg. Sie gilt in ihrer Ausrichtung als die in Deutschland größte. Die dreitägige Messe kombiniert eine Buchausstellung mit umfangreichem Vortrags- und Diskussionsprogramm.
Sie findet seit 1996 im November im städtischen Kulturzentrum K4 statt. Zur eröffnenden Podiumsdiskussion sind auch häufig prominente Politiker zu Gast, z. B. Sahra Wagenknecht, Hans Modrow, Manfred Sohn oder Bodo Ramelow.
Die Organisation erfolgt ehrenamtlich, der Eintritt auf Spendenbasis. Das Angebot umfasst etwa historische Analysen, Menschenrechtsfragen und gesellschaftsphilosophische Fragen, aber auch Filmvorführungen und Belletristik. Die Messe wird medial von Radio Z begleitet. Parallel zur Ausstellungsmesse finden Einzelveranstaltungen mit Autoren statt.

## Verlage
Die Linke Literaturmesse repräsentiert etwa 60 bis 80 Verlage, darunter die Mitglieder der Assoziation Linker Verlage. 
Regelmäßig teilnehmende Verlage sind unter anderem:
| - Alibri Verlag - AG SPAK - Assoziation A - Dağyeli Verlag - edition assemblage - Edition AV - GegenStandpunkt - Graswurzelrevolution | - Hans-Litten-Archiv - ISW - junge Welt - Kulturmaschinen - Laika-Verlag - Mandelbaum Verlag - Marxistische Blätter - Melodie und Rhythmus | - Nautilus - Neuer ISP Verlag - Neues Deutschland - PapyRossa Verlag - Schmetterling Verlag - Trotzdem Verlag - Unrast Verlag - VSA-Verlag |

## Kontroversen
2008 kam es zum Ausschluss des Verlags Ça Ira. 2016 kam es zum Verbot der Klagemauer-Ausstellung der Arbeiterfotografie durch die Stadt Nürnberg, die nicht den Verdacht aufkommen lassen wollte, dass sie antisemitischen Botschaften in ihren Häusern Raum gibt. Dennoch wurden die Veranstalter der Linken Literaturmesse wegen ihres Umgangs mit „linkem Antisemitismus“ von der israelischen Tageszeitung The Times of Israel kritisiert.